# Выползово (Бабаевский район)
Вы́ползово — упразднённая деревня в Бабаевском районе Вологодской области.
Входит в состав Володинского сельского поселения, с точки зрения административно-территориального деления — в Володинский сельсовет.
Расстояние по автодороге до районного центра Бабаево — 32 км, до центра муниципального образования деревни Володино — 24 км. Ближайший населённый пункт — Березовец.
По данным переписи в 2002 году постоянного населения не было.
Упразднена 2 мая 2020 года.